# Sieniawka

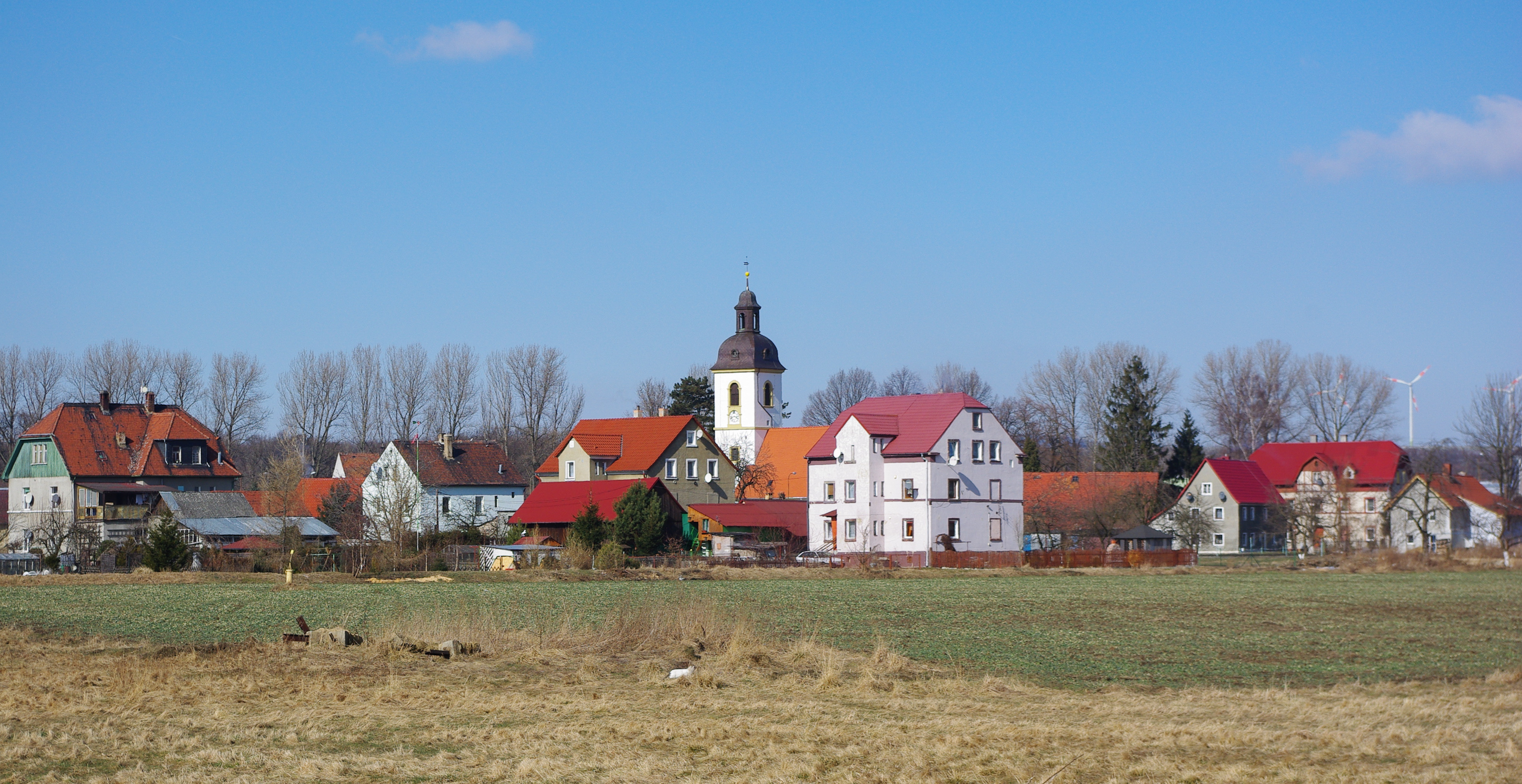
Sieniawka

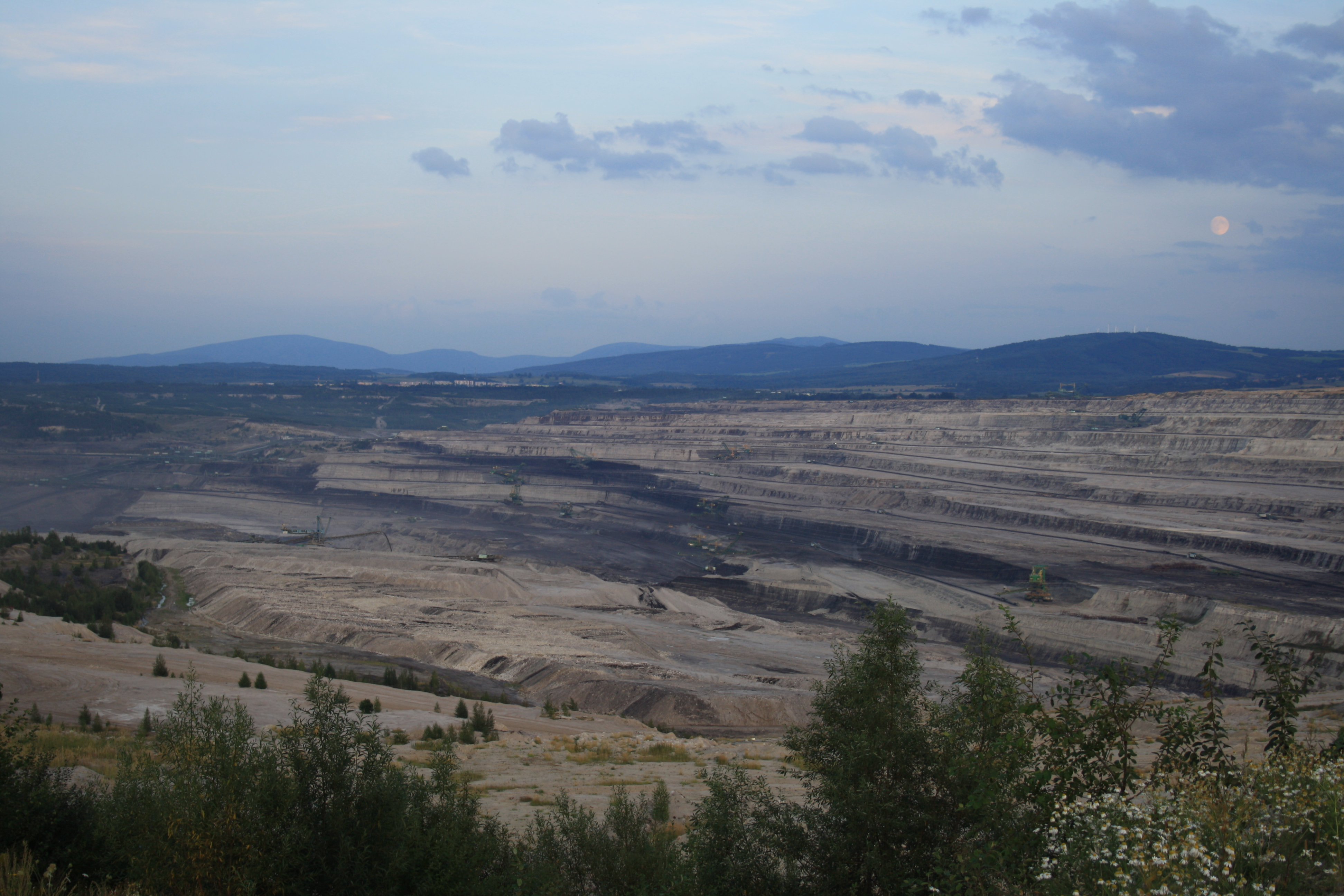
Braunkohlentagebau Turów

Sieniawka (deutsch Kleinschönau) ist eine Ortschaft in der Gemeinde Bogatynia. Sie liegt im äußersten Südwesten Polens und der Woiwodschaft Niederschlesien am rechten Ufer der Lausitzer Neiße drei Kilometer östlich des Stadtzentrums von Zittau und war bis zur Reformation ein bekannter Oberlausitzer Wallfahrtsort. 
Zwischen Zittau und Sieniawka besteht ein Grenzübergang (Chopinstraße), der im Gegensatz zum anderen Zittauer Übergang Friedensstraße auch für Busse und LKW bis 7,5 t befahrbar ist. Die Anbindung der Bundesstraße 178 über polnisches Gebiet an die D 35 bei Chrastava (Kratzau) in Tschechien führt durch Sieniawka.
Das Dorf wird im Norden und Osten vom Braunkohlentagebau Turów begrenzt. Wegen der Grenzlage ist in Sieniawka ein großer Grenzmarkt entstanden. In den Baracken werden vor allem Zigaretten und Kleidungsstücke angeboten.

## Geschichte
Die erste urkundliche Erwähnung von Kleinschönau als Parvum Sonov stammt aus dem Jahr 1352, und zwar in einem Register des Papstzehnten im Bistum Prag. 1353 wurde das Dorf zur Unterscheidung vom anderen im Zittauer Weichbild gelegenen Dorf, dem heutigen Großschönau, als Wenigen Schonaw bezeichnet. 1387 erwarb die Stadt Zittau den Ort Kleinschonichen von den Herren von Dohna auf Grafenstein. Das Dorf gegenüber der jetzigen Zittauer Parkanlage Weinau in den Neißeauen liegende Dorf gehörte fortan zu den Zittauer Ratsdörfern. Eine Ausnahme bilden lediglich die Jahre von 1547 bis 1549 als die Stadt wegen des Oberlausitzer Pönfalls ihren Besitz verlor.
Zu Kleinschönau gehörte seit seinem Bestehen das Vorwerk Kleinporitsch.
Kleinschönau war ein Gerichtsort, dem auch das nahe der böhmischen Grenze gelegene Vorwerk Luptin zugeordnet war. Da Luptin näher an Oberullersdorf lag und auch dorthin gepfarrt war, erfolgte 1920 dessen Eingemeindung nach Oberullersdorf. 
Durch Kleinschönau führte die 1884 eingeweihte Schmalspurbahnstrecke von Zittau nach Markersdorf über Reichenau, die später noch einen Anschluss in das böhmische Hermsdorf erhielt. Diese Bahnstrecke wurde von Kurt Piehler in dem Lied Von Zittau fährt off Reich’nau o hibsches kleenes Boahnel besungen. Nach der Grenzziehung 1945 entlang der Neiße wurde der Bahnverkehr eingestellt. Heute findet man im Ortszentrum noch die alten Gleise, während die weitere Trasse bis Bogatynia durch den Tagebau Turów vollständig verschwunden ist.
Im Jahr 1927 wurde mit der Flussregulierung der Neiße zwischen Zittau und Kleinschönau begonnen.
Auf dem Gelände des Vorwerks Kleinporitsch und des angrenzenden Kriegsgefangenenlagers Großporitsch wurde ab 1938 ein Kasernenneubau begonnen. Nach dem Abbruch der Arbeiten wegen des Ausbruchs des Zweiten Weltkrieges wurde das Gelände 1944 von den Zittwerken übernommen. Die fast vollendeten und zwischenzeitlich als Kriegsgefangenenlager genutzten Mannschaftshäuser der Kaserne in Kleinporitsch wurden dabei zu Wohnunterkünften der Gefolgschaft der Zittwerke fertiggestellt. Ein Teil davon dient heute der Wojewodschaftsklinik für Psychiatrie.
1924 lebten in Kleinschönau 975 Einwohner, 1933 waren es 981 und 1939 875.
1945 gehörte Kleinschönau zu den Dörfern des Landkreises Zittau in Sachsen, die polnisch wurden. Die ortsansässige Bevölkerung wurde 1945 bis 1947 vertrieben. Die Nachbarorte Zittel und Friedersdorf wurden später zur Braunkohleförderung überbaggert.

## Kirche

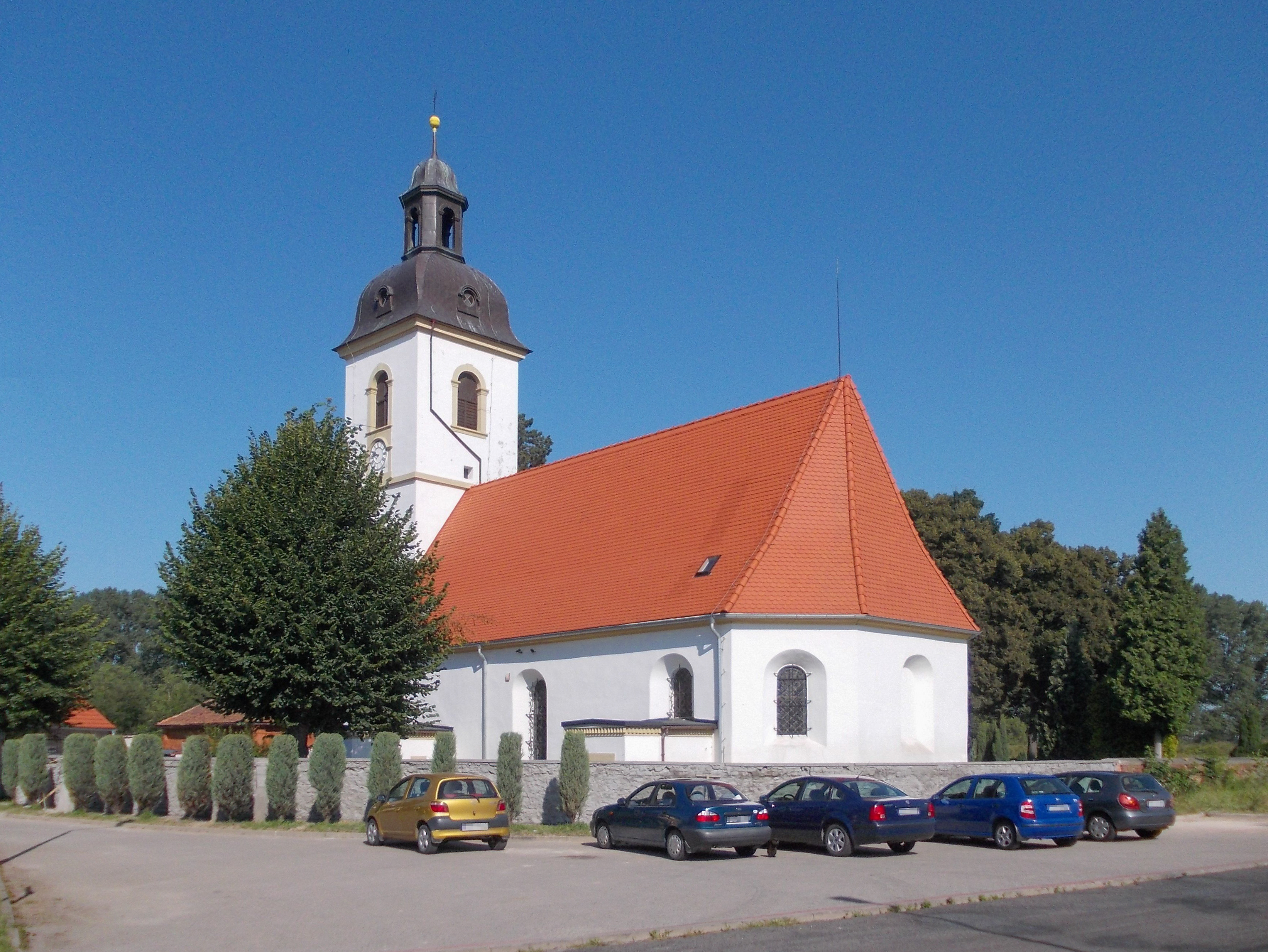
Kirche zur Unbefleckten Empfängnis

### Katholische Wallfahrtskapelle
Der genaue Zeitpunkt der Errichtung der Kirche in Kleinschönau ist nicht bekannt. Die ursprüngliche Kapelle war der heiligen Thekla gewidmet. In ihrem Innern befand sich ein Marienbild, dem Wundertätigkeit zugesprochen wurde und Ziel von Wallfahrten war. 
Dabei handelte es sich um ein vermutlich auf Lindenholz gemaltes Brustbildnis der Maria mit dem Jesuskind im Arm. Das farbige Gemälde auf Goldgrund war von einem Holzrahmen umgeben und hatte eine Höhe von einer und eine Breite von dreiviertel Ellen.
Nach der Reformation blieb die Kirche ab 1540 ungenutzt und das Bildnis wurde in die Sakristei der Johanniskirche nach Zittau verbracht. Im Jahr 1730 ordnete Kurfürst Friedrich August I. die Herausgabe des Bildes an seinen Hofmaler Johann Adolph Pöppelmann an.

### Evangelische Kirche
1580 erfolgte eine Reparatur der Kirche und ihre Weihe als Filialkirche der Johanniskirche zu Zittau. Weitere Ausbesserungen wurden 1588 und 1653 vorgenommen. Im Jahr 1657 wurden die Fenster und der Fußboden erneuert, dabei erhielt das Gotteshaus eine neue Decke aus Holztäfelung, die 1659 vom Zittauer Maler Johann Christian Leubner mit 19 Bildern aus dem alten Testament versehen worden ist.
1687 bis 1689 erfolgte der Anbau des östlichen Teiles und 1702 kam die südliche Halle hinzu. Der Dachreiter wurde 1794 durch einen massiven Kirchturm ersetzt, der das gedrungene Kirchenschiff deutlich überragt. 1858 erhielt der Turm neue Glocken, die durch den Glockengießermeister Friedrich Gruhl aus Kleinwelka gefertigt wurden.

#### Interieur
- Der Taufstein und das Weihwasserbecken wurden etwa um 1500 aus Sandstein gefertigt. Zuletzt stand der Taufstein auf dem Kirchhof.
- Aus dieser Zeit stammen wahrscheinlich auch die zwischen 0,80 und 1,00 m hohen bemalten Holzfiguren der Maria, Magdalena und Margareta, die zum alten Altar aus der Zeit der Spätgotik gehörten. Weitere Darstellungen Heiliger sind eine sitzende Maria mit dem Leichnam Christi sowie der Heilige Martin auf einem Pferd. Alle diese Figuren aus dem alten Kirchenbau befinden sich in den Städtischen Museen Zittau.
- In der Kirche befindet sich der Altar mit Kanzel, der 1731 gefertigt wurde. Die 1659 von Leubner gefertigten Deckengemälde sind ebenso wie die Bemalung der Empore bei den Umbauten verloren gegangen.